# بطولة فرنسا المفتوحة 2024
كانت بطولة فرنسا المفتوحة 2024 بطولة تنس جراند سلام أقيمت على ملاعب طينية خارجية. أقيمت على ملعب رولان جاروس في باريس ، فرنسا ، في الفترة من 26 مايو إلى 9 يونيو 2024، وتضمنت منافسات الفردي والزوجي والزوجي المختلط. كما تم جدولة بطولات الناشئين والكراسي المتحركة.
كانت هذه هي النسخة 123 من بطولة فرنسا المفتوحة ، والحدث الثاني من بطولات الجراند سلام في عام 2024. وتضمنت تصفيات الفردي الرئيسية 16 متأهلاً للرجال و16 للسيدات من أصل 128 لاعباً على التوالي. فاز كارلوس ألكاراز بلقب فردي الرجال ، بعد تغلبه على ألكسندر زفيريف في المباراة النهائية ليرفع لقبه الثالث في البطولات الأربع الكبرى. كما أصبح أصغر لاعب ذكر يفوز ببطولة جراند سلام على ثلاثة أسطح مختلفة.  نجحت إيغا سواتيك في الدفاع عن لقبها في فردي السيدات بعد تغلبها على جاسمين باوليني في المباراة النهائية. كان هذا لقبها الخامس في البطولات الأربع الكبرى والثالث على التوالي في بطولة فرنسا المفتوحة.  وبذلك، سجلت 21 فوزا متتاليا في بطولة رولان جاروس، وهو ما جعلها الرابعة في سلسلة انتصاراتها في البطولة.